# Sinuni
"Sinuni" är den sjätte musiksingeln från den estniska sångaren Ott Lepland. Låten framförs tillsammans med sångerskan Lenna Kuurmaa. 
Den släpptes i december 2010 som den andra singeln från Leplands andra studioalbum Laulan ma sind. 
Låten är skriven av Lepland själv i samarbete med Maian Kärmas.